# Allorattus
Allorattus is een uitgestorven geslacht van knaagdieren uit de familie Muisachtigen. Het geslacht bevat één soort.

## Soorten
- Allorattus engesseri Qiu & Storch, 2000

Allorattus · 
Antemus · 
Anthracomys · 
Beremendimys · 
Castillomys · 
Castromys · 
Chardinomys · 
Dilatomys · 
Euryotomys · 
Hansdebruijnia · 
Hooijeromys · 
Huaxiamys · 
Huerzelerimys · 
Kritimys · 
Leilaomys · 
Linomys ·
Orientalomys · 
Paraethomys · 
Parapelomys · 
Parapodemus · 
Progonomys · 
Prohadromys · 
Qianomys · 
Ratchaburimys · 
Rhagamys · 
Rhagapodemus · 
Saidomys · 
Sinapodemus · 
Stephanomys · 
Wushanomys · 
Yunomys
Soorten met onduidelijke verwantschappen:
Karnimata huxleyi · 
Karnimata inflata · 
Karnimata intermedia · 
Karnimata minima · 
Mastomys colberti · 
Mus hipparionum · 
Progonomys debruijni